# Pteropepon oleiferum
Pteropepon oleiferum är en gurkväxtart som beskrevs av A. Cogollo P. och J.J. Pipoly. Pteropepon oleiferum ingår i släktet Pteropepon och familjen gurkväxter. Inga underarter finns listade i Catalogue of Life.